# Cardi B
Belcalis Marlenis Almánzar, més coneguda com a Cardi B   (Washington Heights, 11 d'octubre de 1992), és una rapera, cantant, compositora i actriu estatunidenca d'ascendència dominicana. El 2017 es convertí en la primera cantant solista d'ascendència dominicana en aconseguir un primer lloc a les llistes de la revista Billboard Hot 100 amb el seu tema "Bodak Yellow". El 6 d'abril de 2018 llançà el seu primer disc “Invasion of Privacy”.

## Causa judicial
L'agost de 2018 dues cambreres, Jade i Baddie Gi, acusaren la cantant d'atacar-les durant les seves visites al club de striptease en el qual treballaven. Aquests fets foren presumptament desencadenats per una suposada infidelitat del marit de la cantant, Offset, amb una de les germanes. Després dels fets fou detinguda l'octubre de 2018 per haver planejat dos atacs, contra aquestes, de forma premeditada.